# Claude Makélélé
Claude Makélélé (sinh ngày 18 tháng 2 năm 1973 tại Kinshasa, Zaire, nay là Cộng hoà Dân chủ Congo) là một cựu cầu thủ bóng đá người Pháp, hiện đang là cố vấn kỹ thuật cho câu lạc bộ Chelsea. Trong sự nghiệp cầu thủ của mình, Makélélé được ghi nhận với vai trò là tiền vệ phòng ngự trong bóng đá Anh, đặc biệt là trong mùa giải Premier League 2004–05 khi Chelsea giành chức vô địch với 95 điểm. Bày tỏ sự kính trọng đến Makélélé, nhiều người hâm mộ và các nhà phê bình đã đặt tên cho vị trí tiền vệ phòng ngự là "vị trí Makélélé".
Makélélé đã được sinh ra ở Kinshasa, Zaire (nay là Cộng hòa Dân chủ Congo). "Makélélé" có nghĩa là "tiếng ồn" trong tiếng Lingala, một trong những ngôn ngữ bản địa.
Makélélé bắt đầu được biết đến khi thi đấu cho câu lạc bộ Nantes Atlantiques của Pháp. Lúc đó, Makélélé mới chỉ có 18 tuổi, anh đã được các tuyển trạch viên của câu lạc bộ phát hiện và tuyển mộ. Makélélé đã nhanh chóng chứng tỏ được khả năng của mình ở hàng tiền vệ.
Vào đầu mùa giải 1992–93, Makélélé đã có được vị trí chính thức trong đội hình một của Nantes. Makélélé thi đấu cho Nantes trong năm mùa giải, đã giúp cậu lạc bộ này giành chức vô địch quốc gia Pháp năm 1995 và lọt đến vòng bán kết của Champions League ở mùa giải sau đó. Makélélé cũng ghi được khá nhiều bàn thắng cho Nantes. Mùa giải 1996–97, anh đóng góp cho câu lạc bộ được 5 bàn thắng.
Mùa giải sau đó, Makélélé chuyển sang Marseille và thi đấu cho câu lạc bộ này trong một mùa giải. Sau đó sang đầu quân cho Celta Vigo nơi anh đã trải qua hai mùa giải rất thành công.
Năm 2000, Makélélé trở thành thành viên của câu lạc bộ Real Madrid. Việc chuyển nhượng của Makélélé đã gây ra rất nhiều tranh cãi do Celta không muốn bán cầu thủ của mình. Tuy nhiên cuối cùng câu lạc bộ này cũng đành phải nhượng bộ do Makélélé không còn muốn thi đấu cho Celta.
Tại Madrid, Makélélé tiếp tục thi đấu với phong độ đỉnh cao, anh đã cùng với câu lạc bộ này giành được hai chức vô địch La Liga, một chức vô địch UEFA Champions League, một Copa del Rey và Siêu cúp châu Âu.
Tuy nhiên, mặc dầu có rất nhiều đóng góp cho câu lạc bộ, Makélélé vẫn là một trong những cầu thủ được trả lương thấp nhất. Chính vì thế, vào mùa hè năm 2003, anh quyết định chuyển sang thi đấu cho Chelsea. Giá chuyển nhượng của Makélélé là 16,8 triệu bảng Anh.
Dưới thời của huấn luyện viên José Mourinho, Makélélé thi đấu với phong độ đỉnh cao, góp công lớn vào việc giúp đội bóng của London giành được hai cúp vô địch liên tiếp vào mùa giải 2004–05 và 2005–06.
Sau này với sự xuất hiện của Michael Essien và John Obi Mikel nhưng Makélélé vẫn là một sự lựa chọn an toàn cho vị trí tiền vệ phòng ngự của Chelsea. Mỗi khi ra sân anh đều thể hiện sự chắc chắn của mình trong vai trò một cầu thủ thu hồi bóng.
Hiện tại nắm giữ kỷ lục chơi 13 trận bán kết Champions League, nhiều nhất từ trước đến nay.